# Rigide analytische ruimte
In de wiskunde is een rigide analytische ruimte een voorgesteld analogon van een complexe analytische ruimte over een niet-archimedisch veld. Dergelijke ruimtes werden in 1962 door John Tate geïntroduceerd als een uitvloeisel van zijn werk over het uniformiseren van p-adische elliptische krommen met slechte reductie met behulp van de multiplicatieve groep. In tegenstelling tot de klassieke theorie van p-adische analytische variëteiten laten rigide analytische ruimtes betekenisvolle noties van analytische voortzetting en verbondenheid toe. Tate's theorie wordt ook wel rigide meetkunde genoemd. De opbouw van rigide analytische ruimtes, zoals het aan elkaar lijmen van lokale modellen, is gelijkaardig aan hoe algemene schema's werden opgebouwd uit affiene schema's.

## Andere formuleringen
Na Tate zijn er een aantal andere benaderingen voorgesteld in de zoektocht naar een analogon van een complexe analytische ruimte over een niet-archimedisch veld. Elke aanpak heeft voor- en nadelen.

### De theorie van Raynaud
Rond 1970 gaf Michel Raynaud een interpretatie van bepaalde rigide analytische ruimtes als formele modellen, dit wil zeggen, als generieke vezels van formele schema's over de waarderingsring R van k. In het bijzonder toonde hij aan dat de categorie van quasi-compacte quasi-gescheiden rigide ruimtes over k equivalent is aan de lokalisatie van de categorie van quasi-compacte toelaatbare formele schema's over R met betrekking tot toelaatbare formele uitbarstingen. Hier is een formeel schema toelaatbaar als het kan worden afgedekt door formele spectra van topologisch eindig gepresenteerde R-algebra's waarvan de lokale ringen R -vlak zijn. Deze theorie wordt ook wel formele meetkunde genoemd.

### Huber's adische ruimtes
Formele modellen lijden onder het probleem van uniciteit, aangezien blow-ups meer dan één formeel schema mogelijk maken om dezelfde rigide ruimte te beschrijven. Roland Huber werkte een theorie van adische ruimtes uit om dit op te lossen, door een limiet te stellen aan alle blow-ups. Deze ruimtes zijn quasi-compact, quasi-gescheiden en functorieel in de rigide ruimte, maar missen veel mooie topologische eigenschappen.
Het raamwerk van de adische ruimtes werd door Peter Scholze gebruikt om perfectoïde ruimtes te bouwen vanuit perfectoïde ringen. Deze perfectoïde ruimtes kunnen gezien worden als een speciaal type adische ruimtes.

### Berkovich-ruimtes
Vladimir Berkovich herformuleerde een groot deel van de theorie van rigide analytische ruimtes eind jaren tachtig, waarbij hij gebruik maakte van een veralgemening van het begrip Gelfand-spectrum voor commutatieve unitaire C* -algebra's. Het Berkovich-spectrum van een Banach k -algebra A is de verzameling multiplicatieve seminormen op A die begrensd zijn ten opzichte van de gegeven norm op k, en het heeft een topologie die wordt veroorzaakt door het evalueren van deze seminormen op elementen van A.
Omdat de topologie wordt teruggetrokken van de reële lijn, hebben de Berkovich-spectra veel mooie eigenschappen, zoals compactheid, padverbondenheid en metriseerbaarheid. Veel ringtheoretische eigenschappen worden weerspiegeld in de topologie van spectra. Bijvoorbeeld als A Dedekind is, dan is het spectrum samentrekbaar. Echter, zelfs zeer basale ruimtes hebben de neiging log te zijn – de projectieve lijn over Cp is een compactificatie van de inductieve limiet van affiene Bruhat-Tits-gebouwen voor PGL2(F), aangezien F varieert over eindige uitbreidingen van Qp, wanneer de gebouwen krijgen een passend grove topologie. Meetkunde over Berkovichruimtes wordt ook wel Berkovich-meetkunde genoemd.